# Королівська шотландська академія
Королівська шотландська академія (англ. Royal Scottish Academy) - незалежна організація художників, скульпторів і архітекторів Шотландії, керована найбільш відомими та представницькими майстрами мистецтв країни. Академія входить до національних музеїв Шотландії.
Незважаючи на те, що Шотландська Академія є неурядовою організацією, вона користується заступництвом та підтримкою британської корони. У завдання Академії входить організація виставок художників і скульпторів, що живуть і працюють у Шотландії, навчально-методична робота та проведення лекцій про стан культурно-мистецького життя Шотландії.

## Історія
Заснована в 1826 групою з 11 художників.
У 1850 розмістилася в Единбурзі, у приміщеннях Royal Scottish Academy Building на The Mound у Новому місті. Будівля спроектована видатним шотландським архітектором Вільямом Генрі Плейфером.
У 2005 будівля Академії була повністю відреставрована і з'єднана підземними тунелями з Національною галереєю Шотландії.
В Академії зберігаються колекції творів європейського (в Галереї Діна) та шотландського мистецтва XVII-XIX століть, а також зібрання полотен сучасного шотландського живопису. Тут також знаходиться архівна частина, що зберігає документи з історії шотландського мистецтва та архітектури за останні більш ніж 200 років.
У 2018-2022 президентом Королівської шотландської академії був професор Джойс В. Кернс (секретар - Артур Вотсон). В даний час президентом академії є Герет Фішер .